# Masan-myeon, Seocheon-gun
Masan-myeon (koreanska: 마산면) är en socken i kommunen Seocheon-gun i provinsen Södra Chungcheong i Sydkorea, 160 km söder om huvudstaden Seoul.